# Synuchus congruus
Synuchus congruus (лат.) — вид жуков из семейства жужелиц.

## Описание
Чёрные жуки длиной тела 7,3-9,6 мм. Боковые края переднеспинки и надкрылий более светлые. Поверхность надкрылий с поперечной микроскульптурой. Основание переднеспинки с довольно слабой микросетчатостью, поэтому оно выглядит более блестящим. Первые три членика лапок средних и задних ног с глубокими бороздками. Вершина эдеагуса корткая и закруглённая. Срединная лопасть, если смотреть сверху, более или менее симметричная. Крылья развиты.

## Биология
Встречается в хвойных и лиственных лесах, на лесных опушках, полянах, в зарослях кустарников и на лугах, вдоль берегов рек и заболоченных территориях.

## Распространение
Встречается на южных Курильских островах, юге Сахалина, Приморском крае, юге Хабаровского края, в Еврейской автономной области, Амурской области, Забайкалье, юге Сибири, Южном Урала, Казахстане, Корейском полуострове, Японии, а также северо-западных, северных и северо-восточных районах Китая. В 2007 году впервые отмечен в Польше, позднее обнаружен в Беларуси и Латвии. Предполагается, что в Европе — это заносный вид, завезённый, вероятно, растительного материала или сопутствующих материалов..